# Serie Mundial Amateur de Béisbol de 1948
La X Serie Mundial Amateur de Béisbol se llevó a cabo en Managua, Nicaragua del 20 de noviembre al 12 de diciembre de 1948. República Dominicana obtuvo el título derrotando en dos juegos a Puerto Rico 11-1 y 2-1. El jugador más valioso fue  R. Del Monte.

## Hechos destacados
- Se inauguró el Estadio de Béisbol de Managua.
- Cuba se ausentó por tercera vez consecutiva.
- En el congreso de la FIBA se traza como objetivo principal desarrollar el deporte en Europa.

## Primera Ronda
República Dominicana y Puerto Rico empataron, siendo necesario una serie final a dos juegos.
| Posición | Equipo               | Ganados | Perdidos |
| -------- | -------------------- | ------- | -------- |
| 1        | República Dominicana | 6       | 1        |
| 2        | Puerto Rico          | 6       | 1        |
| 3        | Colombia             | 5       | 2        |
| 4        | México               | 5       | 2        |
| 5        | Panamá               | 3       | 4        |
| 6        | Guatemala            | 2       | 5        |
| 7        | Nicaragua            | 1       | 6        |
| 8        | El Salvador          | 0       | 7        |

## Serie final
Jugada al mejor de tres, solo fue necesario dos juegos.
- Juego 1: República Dominicana  11-1  Puerto Rico
- Juego 2: República Dominicana  21-1  Puerto Rico

| Posición | Equipo               | Ganados | Perdidos |
| -------- | -------------------- | ------- | -------- |
| 1        | República Dominicana | 2       | 0        |
| 2        | Puerto Rico          | 0       | 2        |

| República Dominicana         |
| Campeón República Dominicana |
| Primer título                |

## Clasificación Final
| Posición | Equipo               | Ganados | Perdidos |
| -------- | -------------------- | ------- | -------- |
| 1        | República Dominicana | 8       | 1        |
| 2        | Puerto Rico          | 6       | 3        |
| 3        | Colombia             | 5       | 2        |
| 4        | México               | 5       | 2        |
| 5        | Panamá               | 3       | 4        |
| 6        | Guatemala            | 2       | 5        |
| 7        | Nicaragua            | 1       | 6        |
| 8        | El Salvador          | 0       | 7        |